# 1,8-辛二醇
1,8-辛二醇（英語：1,2-Octanediol，或 ）是一种二醇，化学式为HO(CH2)8OH，常温下为白色固体，可由辛二酸氢化还原合成。
1,8-辛二醇可作为单体来合成聚酯和聚氨酯等聚合物。另外，作为脂肪醇，1,8-辛二醇也能用于潤膚膏和保湿剂。